# Cereus lanosus
Cereus lanosus es una especie de planta suculenta perteneciente al género Cereus, dentro de la familia Cactaceae. Se distribuye desde el centro y oeste de Brasil hasta Paraguay. 

## Descripción
Cereus lanosus es una especie de cactus arbustivo, semi erecto y muy ramificado, que puede alcanzar alturas de crecimiento de hasta 1,5 m. Los tallos son largos, cilíndricos y de color verde azulado, con un diámetro de 5 a 7 cm. 
Presenta de 5 a 7 costillas que miden hasta 2,5 cm de alto, donde se asientan areolas circulares  cubiertas de una lana larga y blanca. En ellas hay de 10 a 14 espinas rectas en forma de aguja, de color naranja con la base rojiza. Miden de 0,4 a 1 cm de largo. Tiene las flores de color blanco y se reproduce por semillas o esquejes.

## Distribución y hábitat
El área de distribución nativa de esta especie abarca desde Brasil (estado de Mato Grosso do Sul) hasta el sur de Paraguay y crece principalmente en el bioma tropical estacionalmente seco, en colinas rocosas a elevaciones de 250 y 300 m. sobre el nivel del mar.

## Taxonomía
La primera descripción de esta especie fue como Piptanthocereus lanosus, publicada en 1979 por el botánico alemán Friedrich Ritter en el libro Kakteen Südamerika 1: 259.
Más tarde, el botánico alemán Pierre Josef Braun trasladó la especie al género Cereus, por lo que pasó a llamarse Cereus lanosus. Registró estos cambios en la revista científica Bradleya 6: 86, publicada en 1988.
Etimología
- Cereus: nombre genérico que deriva del término latíno cereus (que se traduce como 'vela' o 'cirio'), haciendo alusión a su forma alargada perfectamente recta.[6]
- lanosus: epíteto específico latino que significa 'con lana', haciendo referencia a la larga lana que presentan las areolas de la especie.[7][8]

## Estado de conservación
En la Lista Roja de Especies Amenazadas de la UICN, la especie está clasificada como de “Preocupación Menor (LC)”.

## Usos
Se cultiva principalmente como planta ornamental y su propagación se realiza a través de esquejes o semillas.